# Oxyspora bullata
Oxyspora bullata är en tvåhjärtbladig växtart som först beskrevs av William Griffiths, och fick sitt nu gällande namn av J.F. Maxwell. Oxyspora bullata ingår i släktet Oxyspora och familjen Melastomataceae. Inga underarter finns listade i Catalogue of Life.